# Vitalij Reva
Vitalij Hryhorovyč Reva (in ucraino Віталій Григорович Рева?; Dnipropetrovs'k, 19 novembre 1974) è un ex calciatore ucraino, di ruolo portiere.

## Carriera
Comincia nel settore giovanile del Dnipro Dnipropetrovs'k, poi dal 1995 al 2001 gioca 127 partite nell'Arsenal Kiev. Viene acquistato dalla Dinamo Kiev nella quale tra il 2001 ed il 2005 gioca 50 volte e raggiunge la Nazionale ucraina. Passa al Tavrija Simferopol' e successivamente alla Dinamo-2 Kiev.
Nel 2007 torna all'Arsenal Kiev dove diventa anche capitano, prima di lasciare la squadra nel 2011 per passare all'Obolon'.
Nel 2012 passa al Kryvbas, a fine anno viene ceduto nuovamente all'Arsenal Kiev dove trascorre sei mesi prima di ritirarsi dal calcio giocato.

## Palmarès

### Club

#### Competizioni nazionali
- Campionato ucraino: 2

Dinamo Kiev: 2002-2003, 2003-2004
- Coppa d'Ucraina: 2

Dinamo Kiev: 2002-2003, 2004-2005
- Supercoppa d'Ucraina: 1

Dinamo Kiev: 2004